# Надежда Вукићевић
Надежда Вукићевић (Ратаје, 23. октобар 1945) je српска глумица.

## Биографија
Вукићевић је рођена у селу Ратаје код Врања 23. октобра 1945. године.  Учествовала је у филмовима домаће кинематографије, дала је свој печат и у неким америчким филмовима. Публици ће остати позната по улози у серији Бољи живот, као и улози Евице у филму Шпијун на штиклама. Иза себе има тридесетак улога у филмовима различитих тематика.

## Филмографија
| Год.       | Назив                        | Улога                        |
| ---------- | ---------------------------- | ---------------------------- |
| 1960-те    |                              |                              |
| 1967.      | Очи пуне звезда              |                              |
| 1968.      | Делије                       |                              |
| 1968.      | Пре истине                   | Проститутка                  |
| 1969.      | Лећи на руду                 |                              |
| 1970-те    |                              |                              |
| 1971.      | Дипломци                     | Милева, Будина девојка       |
| 1973.      | Штићеник                     |                              |
| 1973.      | Паја и Јаре                  | Нађ Илонка                   |
| 1973.      | Бачарски дивани              |                              |
| 1973.      | Позориште у кући 2           | Гошћа на матури              |
| 1974.      | Провод (ТВ)                  | Девојка из бара              |
| 1974.      | Против Кинга                 |                              |
| 1975.      | Црни петак                   | Странка са шалтера           |
| 1975.      | Мамика, хвата ме паника      |                              |
| 1975.      | Ђавоље мердевине             | Мала Вука                    |
| 1977.      | Марија                       | Јелка                        |
| 1979.      | Последња трка                |                              |
| 1979.      | Слом                         | вереница                     |
| 1980-те    |                              |                              |
| 1980.      | Дошло доба да се љубав проба | Вишња                        |
| 1980.      | Позоришна веза               | Сестра у старачком дому      |
| 1981.      | Бановић Страхиња             | Госпођа на двору Југ Богдана |
| 1982.      | Сијамци                      | Цецина мајка                 |
| 1982.      | Приче преко пуне линије      |                              |
| 1982.      | Прогон                       | Фолксдојчерка                |
| 1983.      | Маховина на асфалту          | Јаворка                      |
| 1984.      | Опасни траг                  |                              |
| 1988.      | Шпијун на штиклама           | Маргита                      |
| 1988.      | Сунцокрети                   |                              |
| 1990-те    |                              |                              |
| 1987—1991. | Бољи живот                   | Професорка хемије            |
| 1997.      | Брат                         |                              |